# Sao Zombie
Một ngôi sao zombie là kết quả giả thuyết của một siêu tân tinh loại Iax để lại một ngôi sao còn sót lại, thay vì phân tán hoàn toàn khối lượng của ngôi sao. Siêu tân tinh loại Iax tương tự như loại Ia, nhưng có tốc độ phóng thấp hơn và độ sáng thấp hơn. Siêu tân tinh loại Iax có thể xảy ra với tỷ lệ từ 5 đến 30 phần trăm của tỷ lệ siêu tân tinh Ia. Ba mươi siêu tân tinh đã được xác định trong loại này.
Trong một hệ sao đôi bao gồm một sao lùn trắng và một ngôi sao đồng hành, sao lùn trắng loại bỏ vật chất khỏi sao đồng hành của nó. Thông thường, sao lùn trắng cuối cùng sẽ đạt đến một khối lượng cực đoan và các phản ứng nhiệt hạch sẽ khiến nó phát nổ và làm tiêu tan hoàn toàn nó, nhưng trong siêu tân tinh loại Iax, chỉ một nửa khối lượng của sao lùn bị mất.

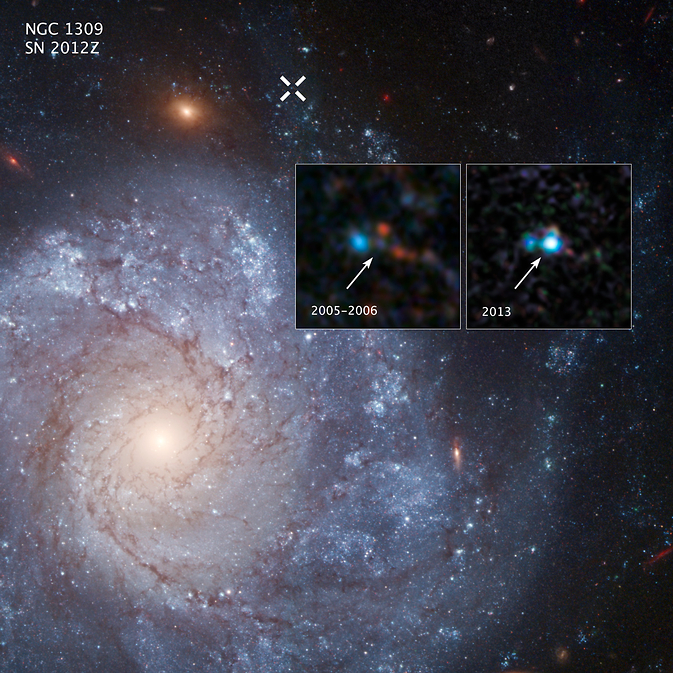
Hai hình ảnh được hiển thị cho thấy hình ảnh trước và sau được chụp bởi Kính viễn vọng Không gian Hubble của Siêu tân tinh 2012Z của NASA trong thiên hà xoắn ốc NGC 1309. Chữ X màu trắng ở trên cùng của hình ảnh chính đánh dấu vị trí của siêu tân tinh trong thiên hà.

## Các trường hợp quan sát
Siêu tân tinh SN 2012Z trong thiên hà NGC 1309 được cho là thuộc loại Iax và được phát hiện vào năm 2012 bởi SB Cenko, W. Li và A. V. Filippenko sử dụng Kính viễn vọng hình ảnh tự động Katzman vào ngày 29 tháng 1,15 UT như một phần của Tìm kiếm siêu tân tinh Lick. Người ta tin rằng những ngôi sao lớn hơn trong hệ sao đôi ở trung tâm của siêu tân tinh đã mất một lượng đáng kể hydro và heli cho người bạn đồng hành nhỏ hơn của nó, trở thành một sao lùn trắng. Ngôi sao đồng hành sau đó trở nên lớn hơn và nhấn chìm ngôi sao lùn trắng, đẩy các lớp hydro bên ngoài của ngôi sao kết hợp và để lại một lõi helium. Đổi lại, sao lùn trắng rút vật chất từ ngôi sao đồng hành cho đến khi sao lùn trở nên bất ổn đến nỗi nó phát nổ như một siêu tân tinh, với một ngôi sao zombie bị bỏ lại như một tàn dư.
Có những hình ảnh của khu vực từ trước khi xảy ra siêu tân tinh, cho phép hình ảnh trước và sau, và quá trình của siêu tân tinh cũng được nghiên cứu. Để xác nhận giả thuyết ngôi sao zombie, khu vực này sẽ được chụp lại vào năm 2015 sau khi ánh sáng của siêu tân tinh đủ để cho phép nghiên cứu thêm. Các nhà khám phá đã tuyên bố rằng có 99% khả năng ngôi sao trong bức ảnh "trước đây" có liên quan đến siêu tân tinh, và không phải là sự trùng hợp ngẫu nhiên. Một giả thuyết khác cho quan sát có thể là một ngôi sao siêu lớn 30 đến 40 khối lượng mặt trời cũng có thể phát nổ.
Phát hiện này là một cột mốc quan trọng trong một thập kỷ tìm kiếm của các nhà thiên văn học cho sự xuất hiện như vậy; Quan sát của SN 2012Z là lần đầu tiên các nhà vật lý thiên văn có thể xác định được một hệ sao sau đó trở thành siêu tân tinh.
SN 2008ha có thể là siêu tân tinh loại Iax, nhưng yếu hơn đáng kể so với SN 2012Z.